# Sancta Familia
| Sancta Familia Frankfurt am Main-Ginnheim | Sancta Familia Frankfurt am Main-Ginnheim |
| ----------------------------------------- | ----------------------------------------- |
| Sancta Familia, Westansicht               |                                           |

Die Kirche Sancta Familia ist eine römisch-katholische Kirche im Stadtteil Ginnheim der Stadt Frankfurt am Main. Sie ist dem Patrozinium der Heiligen Familie geweiht. Sie ist eine von fünf Filialkirchen der katholischen Pfarrei St. Franziskus-Frankfurt, die den Namen des Heiligen Franziskus trägt. Die Pfarrei wird von dem Franziskaner-Pater Anto Batinic OFM geleitet und darüber hinaus seelsorgerisch von den Schönstatt-Patres und einem Pastoralteam betreut.

## Geschichte

### Vorgeschichte
Im Mittelalter gehörte Ginnheim kirchlich zur Pfarrei Praunheim und war nach der Reformation etwa vierhundert Jahre protestantisch.

### 19. und 20. Jahrhundert
Ab dem Ende des 19. Jahrhunderts siedelten katholische Christen in Ginnheim. Zwölf Familien gründeten 1898 einen Verein, der unter anderem ein Grundstück für den Kirchenbau erwarb. Darauf wurde ein sogenanntes Missionshaus errichtet und am 14. August 1901 bezogen. Bereits im März desselben Jahres wurde der erste katholische Gottesdienst in Ginnheim in einem Gasthof gefeiert. 1913 wurde Ginnheim zu einer selbständigen Kirchengemeinde erhoben und gehörte ab 1914 zu einem Pfarrverband mit Eschersheim.
Unter Einbeziehung des Missionshauses wurde ab 1934 mit dem Neubau der Kirche nach Plänen des Architekten Martin Weber begonnen. Am 22. September 1935 fand die Konsekration statt. 1941 wurde die Kirchengemeinde zu einer eigenen Pfarrei erhoben. Aufgrund des Einwohnerzuzugs in der Nachkriegszeit wurde die Kirche von 1963 bis 1964 nach Plänen des Architekten Bernhard Weber, dem Sohn von Martin Weber, erweitert und so die Grundfläche etwa verdoppelt. Ein Gemeindezentrum wurde 1976 gebaut.

### 21. Jahrhundert
Zum 1. Januar 2012 wurden die Pfarreigrenzen innerhalb des Bistums Limburg im Rahmen des Prozesses „Bereitschaft zur Bewegung“ neu gezogen. Durch Dekret des Bischofs Franz-Peter Tebartz-van Elst wurden in Frankfurt zehn neu zugeschnittene Pastorale Räume errichtet. Ab 2012 gehörte Sancta Familia zum Pastoralen Raum Frankfurt-Nordost, der darüber hinaus auch die Gemeinden St. Josef in Eschersheim, St. Albert in Dornbusch, Allerheiligste Dreifaltigkeit in Frankfurter Berg, Herz Jesu in Eckenheim, St. Christophorus in Preungesheim, den Stadtteil Berkersheim sowie die Katholische Koreanische Gemeinde und die Syro-Malankara Katholiken umfasste.
Aus dem Pastoralen Raum ist 2015 die Pfarrei neuen Typs St. Franziskus Frankfurt entstanden.  Dazu gehört die Zentralisierung bestimmter Aufgaben, wie des Pfarrbüros.

## Architektur
Der ursprüngliche Kirchenbau von 1935 war ein einfacher, verputzter Ziegelbau mit Satteldach, dessen symmetrisch gestaltete Giebelwand mit einem übergroßen Rundbogenfenster das Erscheinungsbild prägte. Der nördliche Anbau von Bernhard Weber von 1964 hatte zur Folge, dass die Nordwand der ehemaligen Kirche abgebrochen wurde. Durch den etwa gleich großen Anbau erhielt der Kirchenraum einen quadratischen Grundriss. Der bisherige Kirchenbau wurde zum Altarraum. An die Stelle der Magdalenenkapelle, die zusammen mit dem früheren Missionshaus abgerissen werden musste, wurden die Sakristei und das Pfarrhaus angebaut. Durch den Anbau veränderte sich die Gebäudeansicht grundlegend. Der Bau führt die nördliche Dachfläche im selben Neigungswinkel nach unten weiter und ergänzt die Westfassade durch eine ebenfalls weiß verputzte Wand, die durch zahlreiche kleine horizontale Fensterschlitze gestaltet ist. Die dadurch entstandene asymmetrische Hauptansicht zeigt die beiden unterschiedlichen Gestaltungselemente und Entstehungszeiten. Das durchgehende Dach und der helle Anstrich fassen die westliche Gebäudeansicht zusammen. Der Rahmen des verbliebenen Rundbogenfensters besteht aus materialsichtigen Ziegelsteinen, der einen wirkungsvollen Kontrast zu den weißen, glatt verputzten Wänden bildet. Ein durchlaufendes Vordach bindet die beiden Gebäudekörper optisch zusammen. Das Gemeindezentrum im Süden mit dem weithin sichtbaren Namenszug ist Teil des Ensembles und rahmt den Hof vor der Kirche.
Der Eingang befand sich ehemals in der westlichen Giebelwand unterhalb des Rundbogenfensters, ehe er aufgrund des Anbaus nach Norden verlegt wurde. Von dort betritt man den Innenraum. Der ehemals nach Osten gerichtete Raum ist seit dem Umbau um 90 Grad gedreht. Der Altar wurde von der Ostseite in den Süden verlegt. Die Reihen der Kirchenbänke sind auf den Altar und das Kreuz im Süden gerichtet. Die heutigen Längswände sind im Bereich des Anbaus auf beiden Seiten durch zahlreiche kleine Fensterschlitze gestaltet, die ein diffuses weißes Licht erzeugen. Die waagrechten Fensterschlitze erscheinen auf den ersten Blick unregelmäßig angeordnet, sie folgen jedoch einem Raster. Durch das Weglassen einzelner Fenster wird eine spielerische, freie Wandgestaltung erzeugt. Zur statischen Aussteifung der Längswände wurde im Zuge des Anbaus eine Betonkonstruktion aus Stützen und Balken eingefügt.
Der Altarraum erhält durch die Buntglasfenster im Rundbogenfenster farbiges Licht. Das ehemalige Rundbogenfenster in der Südwand wurde geschlossen, sodass lediglich der in die Mitte versetzte Rahmen aus Ziegelsteinen erhalten blieb und heute noch den Altarraum dominiert. Er ist durch vier Stufen vom übrigen, mit hellgrauem Naturstein belegten Kirchenboden abgesetzt. Die frühere Seite des Chores mit einer Rundbogenöffnung im Osten wurde 1964 geschlossen. Die Innenwände sind hell gestrichen. Der geneigte Verlauf des Daches ist erkennbar. Die Decke ist mit naturbelassenem Holz verkleidet und im Bereich des Anbaus in Stufen ausgeführt.

## Ausstattung
Der Altarraum wurde 1981 von Paul Brandenburg neu gestaltet. Die Buntglasfenster wurden nach einem Entwurf von Johannes Beeck gefertigt und 1986 eingebaut. Die Gemeinde erhielt 1983 von den Töchtern des Städel-Künstlers Georg Poppe als Geschenk einen Kreuzweg aus 14 Originalskizzen des Künstlers aus den 1920er Jahren.

### Orgel
Die Orgel wurde 1967 von dem Orgelbauer Johannes Klais hergestellt.

## Fotogalerie

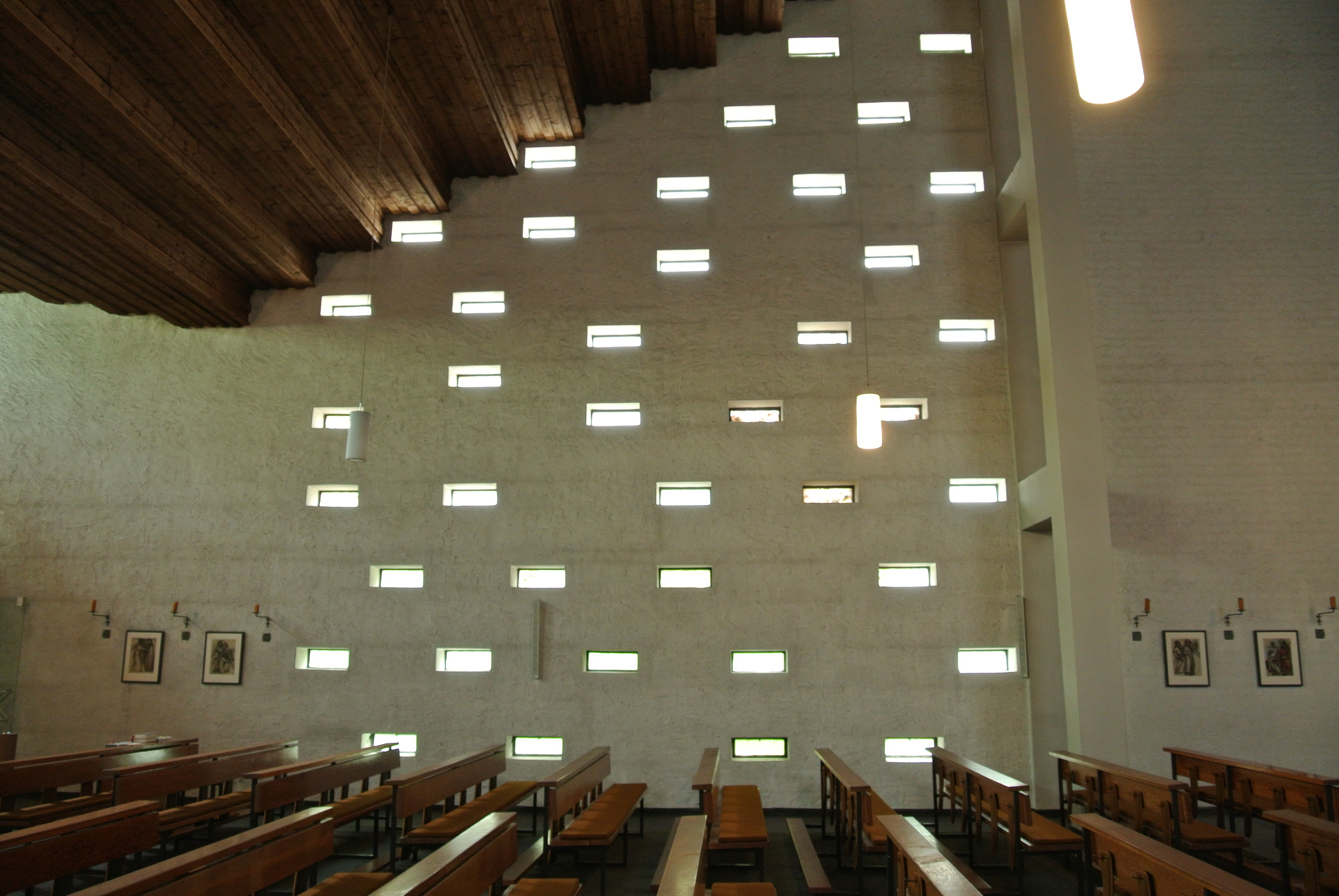
Innenraum Ost
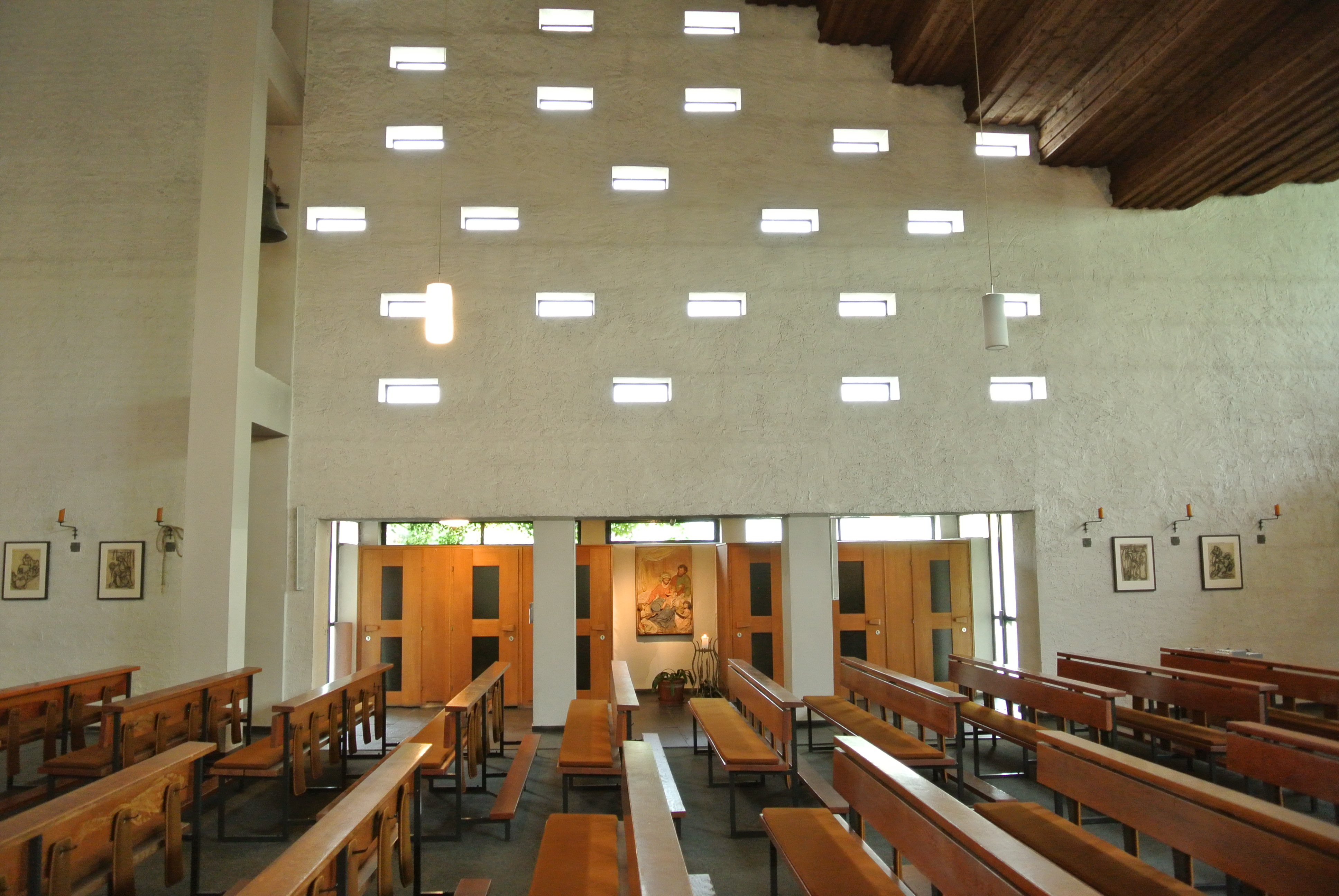
Innenraum West
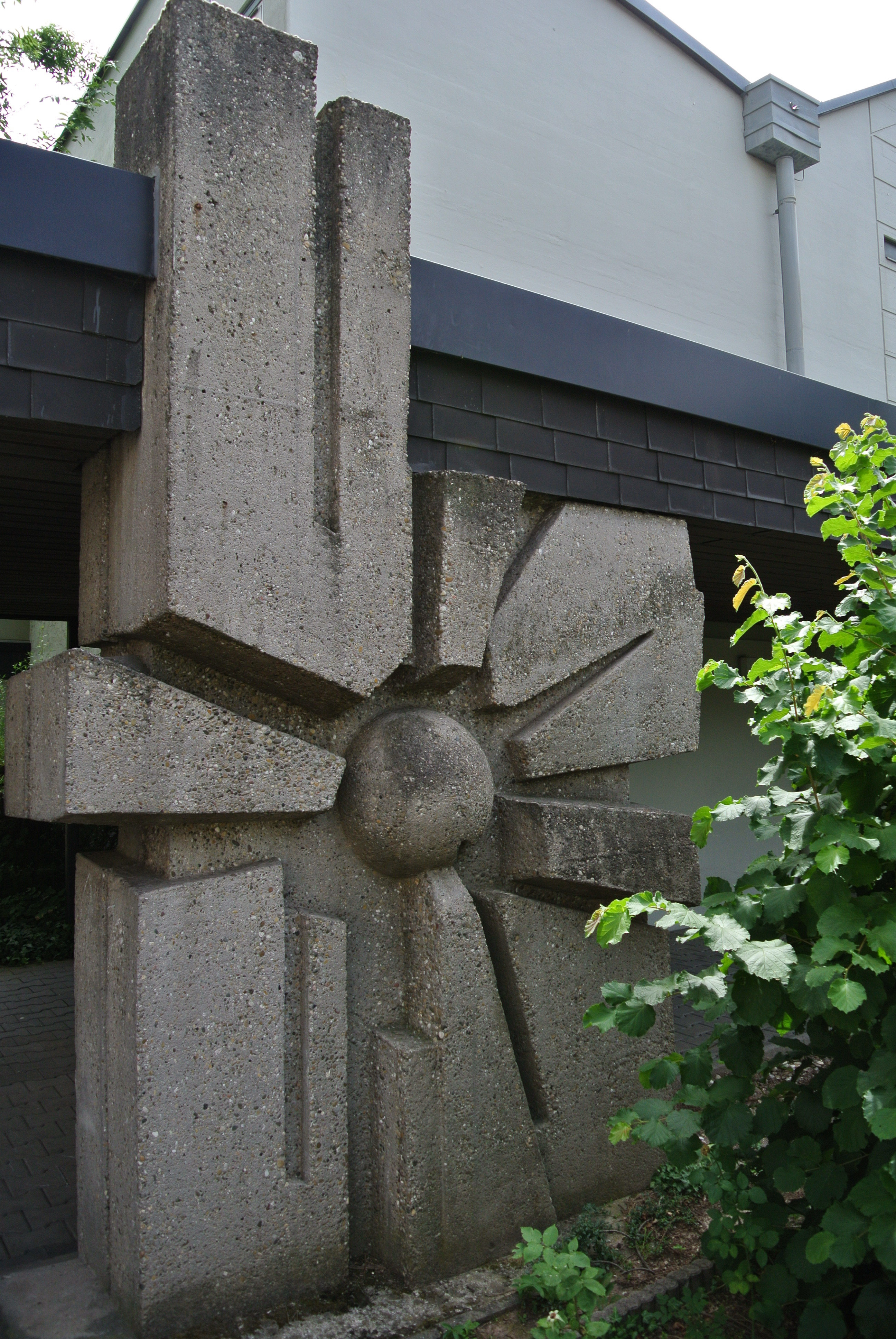
Skulptur am Eingang